# Gagea chomutovae
Gagea chomutovae là một loài thực vật có hoa trong họ Liliaceae. Loài này được (Pascher) Pascher miêu tả khoa học đầu tiên năm 1907.